# Стівен Келлі
Сті́вен Ке́ллі (англ. Stephen Kelly, нар. 6 вересня 1983, Дублін) — ірландський футболіст, захисник клубу «Фулгем».

## Клубна кар'єра
Вихованець юнацьких команд футбольних клубів «Бельведер» та «Тоттенхем Хотспур».
У дорослому футболі дебютував 2002 року виступами на умовах оренди за команду клубу «Саутенд Юнайтед», в якій взяв участь лише у 10 матчах чемпіонату. 2003 року також на орендних умовах грав у складі команд інших англійських клубів «Квінс Парк Рейнджерс» та «Вотфорд».
За головну команду «Тоттенхем Хотспур» дебютував лише повернувшись з оренди у 2003 році. Відіграв за лондонський клуб наступні три сезони своєї ігрової кар'єри як резервний захисник.
2006 року уклав контракт з клубом «Бірмінгем Сіті», у складі якого провів наступні три роки своєї кар'єри гравця. Більшість часу, проведеного у складі «Бірмінгем Сіті», був основним гравцем захисту команди. У 2009 році знову перебував в оренді, цього разу в клубі «Сток Сіті».
До складу «Фулхема» приєднався 2009 року. Наразі, не маючи постійного місця у складі команди, встиг відіграти за лондонський клуб лише 20 матчів в національному чемпіонаті.

## Виступи за збірні
Протягом 2003—2005 років залучався до складу молодіжної збірної Ірландії. На молодіжному рівні зіграв у 17 офіційних матчах.
2006 року дебютував в офіційних матчах у складі національної збірної Ірландії. Наразі провів у формі головної команди країни 25 ігор.